# Apol·lo i Màrsies
Apol·lo i Màrsies és un quadre del pintor espanyol Josep de Ribera, pintat en 1637. És un quadre de temàtica mitològica amb diverses versions, algunes d'elles es troben al Museu i Galeria Nacional de Capodimonte i al Museu Arqueològic Nacional de Nàpols. En el quadre es denoten els antecedents caravaggistes de Ribera, com cert tenebrisme i un naturalisme per descriure el dolor i el sofriment fregant la crueltat. El quadre està signat a baix a la dreta (Iusepe de Ribera español, F, 1637).
El tema està pres del Llibre VI de l'obra d'Ovidi Les Metamorfosis i ha sigut representat per diversos artistes durant la història.

## Descripció
L'escena descriu el moment en el qual el déu Apol·lo escorxa el sàtir Màrsies després de perdre el concurs de música al que havia reptat al déu. Les muses havien de jutjar però sempre empataven en la seua interpretació, fins que Apol·lo va introduir la necessitat de cantar mentre es tocava, cosa que ell podia fer doncs el seu instrument era una lira mentre que per Màrsies era impossible doncs ell tocava l'aulos. Com a càstig, Màrsies és penjat d'un arbre i espellat viu, mentre mira l'espectador com suplicant la seua intervenció o ajuda. Per contra, el déu és representat gairebé d'una forma idealitzada i serena, complagut pel seu triomf i acció posterior. La temàtica és crua, pròpia de la pintura de Ribera.